# داوید آرویو
داوید آرویو (انگلیسی: David Arroyo؛ زادهٔ ۷ ژانویهٔ ۱۹۸۰) دوچرخه‌سوار اهل اسپانیا است.
از باشگاه‌هایی که در آن بازی کرده‌است می‌توان به تیم اونسه، تیم موویستار، و کاخا رورال-سگوروس رخا اشاره کرد.